# Список рекордів України з легкої атлетики
Рекорди України з легкої атлетики є результатами, визнаними Федерацією легкої атлетики України (ФЛАУ) як найкращі серед українських легкоатлетів в певних легкоатлетичних дисциплінах.
Процедура ратифікації національних рекордів базується на правилах, встановлених Світовою легкою атлетикою та визначена Положенням про національні рекорди України з легкої атлетики, затвердженими постановою Ради ФЛАУ від 16 вересня 2017 (зі змінами).
ФЛАУ визнає національні рекорди в 5 вікових категоріях легкоатлетів: юнаки до 16 років, юнаки до 18 років, юніори (до 20 років), молодь (до 23 років) та дорослі. Для кожної категорії фіксується два типи рекордів — абсолютні (вони можуть бути показані як просто неба, так і в приміщенні) та в приміщенні.
Дисципліни, в яких фіксуються національні рекорди серед дорослих, загалом відповідають тим, в яких фіксуються світові та європейські рекорди, з окремими відмінностями, які полягають у тому, що ФЛАУ не фіксує національні рекорди з шосейного бігу на 50 кілометрів і фіксує національні рекорди в приміщенні в спортивній ходьбі на 5000 метрів у жінок та 10000 метрів у чоловіків, а також в бігу на 3000 метрів з перешкодами в приміщенні серед чоловіків та жінок.
Найкращі результати серед українських легкоатлетів, показані в дисциплінах, в яких ФЛАУ не визнає національні рекорди, неофіційно іменуються вищими національними досягненнями України. Як правило такі дисципліни є менш популярними, ніж ті, в яких найкращі результати визнаються національними рекордами (наприклад, біг на 300 метрів, метання ваги).

## Рекорди України

### Чоловіки
| Дисципліна                                            | Результат      | Атлет                                                                                                 | Дата                     | Змагання                                              | Стадія   | Місто           | Відео            | Примітки           |
| ----------------------------------------------------- | -------------- | --- | ------------------------ | ----------------------------------------------------- | -------- | --------------- | ---------------- | ------------------ |
| Спринт (бігова доріжка)                               |                | |                          |                                                       |          |                 |                  |                    |
| 50 метрів (у приміщенні) (хронологія)                 | 5,71 (i)       | Сергій Осович                                                                                         | 07.02.1996               | Світовий клас в Москві                                | ф2       | Москва          |                  |                    |
| 60 метрів (у приміщенні) (хронологія)                 | 6,54 (i)       | Костянтин Рурак                                                                                       | 29.01.2004               | Кубок України в приміщенні                            | ф1       | Запоріжжя       |                  |                    |
| 100 метрів (хронологія)                               | 10,07          | Валерій Борзов                                                                                        | 31.08.1972               | Олімпійські ігри                                      | 3чф1     | Мюнхен          |                  |                    |
| 200 метрів (хронологія)                               | 20,00          | Валерій Борзов                                                                                        | 04.09.1972               | Олімпійські ігри                                      | ф1       | Мюнхен          | Відео на YouTube |                    |
| 200 метрів (у приміщенні) (хронологія)                | 20,40 (i)      | Сергій Осович                                                                                         | 01.03.1998               | Чемпіонат Європи в приміщенні                         | ф1       | Валенсія        |                  |                    |
| 400 метрів (хронологія)                               | 44,94          | Олександр Погорілко                                                                                   | 28.04.2024               | Curacao SprintFest                                    | 1заб1    | Віллемстад      |                  | [ 1 ] [ 2 ]        |
| 400 метрів (хронологія)                               | 44,81          | Олександр Погорілко                                                                                   | 27.06.2025               | Командний чемпіонат Європи                            | 1заб2    | Мадрид          |                  | [ 3 ]              |
| 400 метрів (у приміщенні) (хронологія)                | 46,45 (i)      | Віталій Бутрим                                                                                        | 18.02.2018               | Кубок Стамбула                                        | ф1       | Стамбул         |                  | [ 4 ] [ 5 ]        |
| 400 метрів (у приміщенні) (хронологія)                | 46,32 (i)      | Олександр Погорілко                                                                                   | 07.03.2025               | Чемпіонат Європи в приміщенні                         | 5заб3    | Апелдорн        |                  | [ 6 ]              |
| Біг на середні дистанції (бігова доріжка)             |                | |                          |                                                       |          |                 |                  |                    |
| 800 метрів (хронологія)                               | 1.45,08        | Леонід Масунов                                                                                        | 22.06.1984               | Загальносоюзні змагання                               | ф3       | Київ            |                  |                    |
| 800 метрів (у приміщенні) (хронологія)                | 1.46,49 (i)    | Іван Гешко                                                                                            | 20.02.2005               | Athina 2005                                           | ф1       | Пеанія          |                  |                    |
| 1000 метрів (хронологія)                              | 2.16,8h        | Віталій Тищенко                                                                                       | 11.06.1981               |                                                       | ф3       | Київ            |                  |                    |
| 1000 метрів (у приміщенні) (хронологія)               | 2.20,91 (i)    | Анатолій Легеда                                                                                       | 14.02.1987               | Кубок СРСР в приміщенні                               | ф3       | Москва          |                  |                    |
| 1500 метрів (хронологія)                              | 3.30,33        | Іван Гешко                                                                                            | 03.09.2004               | Меморіал ван Дамме                                    | ф2       | Брюссель        |                  |                    |
| 1500 метрів (у приміщенні) (хронологія)               | 3.33,99 (i)    | Іван Гешко                                                                                            | 13.02.2005               | LBBW-Meeting                                          | ф2       | Карлсруе        |                  |                    |
| 1 миля (хронологія)                                   | 3.50,04        | Іван Гешко                                                                                            | 30.07.2004               | London Grand Prix                                     | ф2       | Лондон          |                  |                    |
| 1 миля (у приміщенні) (хронологія)                    | 3.59,14 (i)    | Іван Гешко                                                                                            | 27.01.2007               | Reebok Indoor Games                                   | ф5       | Бостон          |                  |                    |
| 2000 метрів (хронологія)                              | 5.03,91        | Іван Гешко                                                                                            | 24.06.2000               |                                                       | ф1       | Стамбул         |                  |                    |
| 3000 метрів (хронологія)                              | 7.35,06        | Сергій Лебідь                                                                                         | 19.07.2002               | Herculis                                              | ф2       | Фонв'єй         |                  |                    |
| 3000 метрів (у приміщенні) (хронологія)               | 7.41,01 (i)    | Сергій Лебідь                                                                                         | 22.02.2004               | Athina 2004                                           | ф3       | Пеанія          |                  |                    |
| 3000 метрів з перешкодами (хронологія)                | 8.21,75        | Андрій Попеляєв                                                                                       | 19.07.1984               |                                                       | ф1       | Москва          |                  |                    |
| 3000 метрів з перешкодами (у приміщенні) (хронологія) | 8.17,46 (i)    | Олександр Загоруйко                                                                                   | 21.02.1982               | Чемпіонат СРСР в приміщенні                           | ф1       | Москва          |                  |                    |
| Біг на довгі дистанції (бігова доріжка)               |                | |                          |                                                       |          |                 |                  |                    |
| 5000 метрів (хронологія)                              | 13.10,78       | Сергій Лебідь                                                                                         | 06.09.2002               | ISTAF                                                 | ф3       | Берлін          |                  |                    |
| 5000 метрів (у приміщенні) (хронологія)               | 13.54,65 (i)   | Олександр Бурцев                                                                                      | 10.02.1991               | Чемпіонат СРСР в приміщенні                           | ф5       | Волгоград       |                  |                    |
| 5000 метрів (у приміщенні) (хронологія)               | 13.37,08 (i)   | Ілля Кунін                                                                                            | 14.02.2025               | Boston University David Hemery Valentine Invitational | 4ф3      | Бостон          |                  |                    |
| 10000 метрів (хронологія)                             | 27.59,8h       | Павло Андреєв                                                                                         | 10.07.1973               | Чемпіонат СРСР                                        | ф2       | Москва          |                  |                    |
| 1 година (хронологія)                                 | 19 929 м +     | Ігор Щербак                                                                                           | 30.05.1970               |                                                       | —        | Москва          |                  |                    |
| Біг (шосе)                                            |                | |                          |                                                       |          |                 |                  |                    |
| 5 кілометрів (хронологія)                             | 13.35          | Сергій Лебідь                                                                                         | 08.05.2004               |                                                       | ф3       | Балморал        |                  |                    |
| 10 кілометрів (хронологія)                            | 27.58          | Сергій Лебідь                                                                                         | 31.12.2007               | Corrida de Houilles                                   | ф2       | Уй              |                  |                    |
| Напівмарафон (хронологія)                             | 1:00.40        | Богдан-Іван Городиський                                                                               | 17.10.2020               | Чемпіонат світу з напівмарафону                       | ф20      | Гдиня           | Відео на YouTube | [ 7 ]              |
| Марафон (хронологія)                                  | 2:07.15        | Дмитро Барановський                                                                                   | 03.12.2006               | Фукуокський марафон                                   | ф2       | Фукуока         |                  |                    |
| Екіден (хронологія)                                   |                | |                          |                                                       |          |                 |                  |                    |
| 100 кілометрів (хронологія)                           | 6:25.25        | Сергій Яненко                                                                                         | 13.09.1997               | Чемпіонат світу                                       | ф1       | Вінсхотен       |                  |                    |
| Бар'єрний біг (бігова доріжка)                        |                | |                          |                                                       |          |                 |                  |                    |
| 50 метрів з бар'єрами (у приміщенні) (хронологія)     | 6,58 (i)       | Степан Кузів                                                                                          | 22.02.1981               | Чемпіонат Європи в приміщенні                         | 2заб1    | Гренобль        |                  |                    |
| 60 метрів з бар'єрами (у приміщенні) (хронологія)     | 7,53 (i)       | Володимир Білоконь                                                                                    | 12.02.1994               | Чемпіонат України в приміщенні                        | ф1       | Київ            |                  |                    |
| 60 метрів з бар'єрами (у приміщенні) (хронологія)     | Сергій Демидюк | 11.02.2007                                                                                            | BW-Bank-Meeting          | ф4                                                    | Карлсруе |                 |                  |                    |
| 110 метрів з бар'єрами (хронологія)                   | 13,22          | Сергій Демидюк                                                                                        | 31.08.2007               | Чемпіонат світу                                       | ф6       | Осака           | Відео на YouTube |                    |
| 400 метрів з бар'єрами (хронологія)                   | 48,06          | Олег Твердохліб                                                                                       | 10.08.1994               | Чемпіонат Європи                                      | ф1       | Гельсінкі       | Відео на YouTube |                    |
| Естафетний біг (бігова доріжка)                       |                | |                          |                                                       |          |                 |                  |                    |
| 4×100 метрів (хронологія)                             | 38,51          | УкраїнаЕрік Костриця (Вл) Андрій Васильєв (Зп) Кирило Приходько (См) Сергій Смелик (Днц)              | 12.06.2021               | 6th International Sprint & Relay Cup                  | ф2       | Ерзурум         |                  | [ 8 ] [ 9 ] [ 10 ] |
| 4×200 метрів (хронологія)                             | 1.21,32        | УкраїнаДмитро Ваняікін (Квм) Олег Твердохліб (Днп) Ігор Стрельцов (Зп) Владислав Дологодін (Хрк)      | 05.06.1993               | Pearl European Relays                                 | ф1       | Портсмут        |                  |                    |
| 4×200 метрів (у приміщенні) (хронологія)              |                | |                          |                                                       |          |                 |                  |                    |
| 4×400 метрів (хронологія)                             | 3.02,35        | УкраїнаОлександр Кайдаш (Хрк) Андрій Твердоступ (Хрк) Володимир Рибалка (Квм) Євген Зюков (Хрк)       | 11.08.2001               | Чемпіонат світу                                       | 3заб4    | Едмонтон        |                  |                    |
| 4×400 метрів (у приміщенні) (хронологія)              | 3.07,54 (i)    | УкраїнаВіталій Бутрим (См) Євген Гуцол (См) Дмитро Бікулов (Хрк) Данило Даниленко (Вл)                | 08.03.2014               | Чемпіонат світу в приміщенні                          | 1заб4    | Сопот           |                  |                    |
| 4×800 метрів (хронологія)                             | 7.13,1h        | УРСРВалерій Лісков (Хрк) · Сергій Шаповалов (Хрк) · Віталій Тищенко (Чрн) · Анатолій Решетняк (Крм) · | 25.07.1979               | Спартакіада народів СРСР                              | ф3       | Москва          |                  | [ 11 ]             |
| 4×800 метрів (у приміщенні) (хронологія)              |                | |                          |                                                       |          |                 |                  |                    |
| Комбінована естафета (хронологія)                     |                | |                          |                                                       |          |                 |                  |                    |
| 4×1500 метрів (хронологія)                            |                | |                          |                                                       |          |                 |                  |                    |
| Спортивна ходьба (бігова доріжка)                     |                | |                          |                                                       |          |                 |                  |                    |
| 5000 метрів (у приміщенні) (хронологія)               | 18.21,76 (i)   | Руслан Дмитренко                                                                                      | 30.01.2014               | Регіональний кубок Самари                             | ф2       | Самара          |                  |                    |
| 10000 метрів (у приміщенні) (хронологія)              |                | |                          |                                                       |          |                 |                  |                    |
| 20000 метрів (хронологія)                             | 1:21.47,0h     | Микола Вінниченко                                                                                     | 06.09.1980               | Чемпіонат СРСР                                        | ф1       | Донецьк         |                  |                    |
| 30000 метрів (хронологія)                             | 2:08.16,0h     | Микола Удовенко                                                                                       | 05.10.1979               |                                                       | ф1       | Київ            |                  |                    |
| 50000 метрів (хронологія)                             | 3:46.11,0h     | Микола Удовенко                                                                                       | 03.10.1980               |                                                       | ф1       | Ужгород         |                  |                    |
| Спортивна ходьба (шосе)                               |                | |                          |                                                       |          |                 |                  |                    |
| 20 кілометрів (хронологія)                            | 1:18.37        | Руслан Дмитренко                                                                                      | 04.05.2014               | Кубок світу з ходьби                                  | ф1       | Тайцан          | Відео на YouTube |                    |
| 35 кілометрів (хронологія)                            | 2:30.17        | Ігор Сахарук                                                                                          | 28.02.2014               | Зимовий чемпіонат України з ходьби                    | ф1       | Алушта          |                  | [ 12 ] [ 13 ]      |
| 35 кілометрів (хронологія)                            | 2:30.00        | Сергій Світличний                                                                                     | 18.05.2025               | Командний чемпіонат Європи з ходьби                   | ф12      | Подєбради       |                  | [ 14 ]             |
| 50 кілометрів (хронологія)                            | 3:40.39        | Ігор Главан                                                                                           | 14.08.2013               | Чемпіонат світу                                       | ф4       | Москва          |                  |                    |
| Стрибки                                               |                | |                          |                                                       |          |                 |                  |                    |
| Стрибки у висоту (хронологія)                         | 2,42           | Богдан Бондаренко                                                                                     | 14.06.2014               | Adidas Grand Prix                                     | ф1       | Нью-Йорк        | Відео на YouTube |                    |
| Стрибки у висоту (у приміщенні) (хронологія)          | 2,38 (i)       | Геннадій Авдєєнко                                                                                     | 07.03.1987               | Чемпіонат світу в приміщенні                          | ф2       | Індіанаполіс    | Відео на YouTube |                    |
| Стрибки з жердиною (хронологія)                       | 6,14           | Сергій Бубка                                                                                          | 31.07.1994               | Sestriere Meeting                                     | ф1       | Сестрієре       | Відео на YouTube |                    |
| Стрибки з жердиною (у приміщенні) (хронологія)        | 6,15 (i)       | Сергій Бубка                                                                                          | 21.02.1993               | Зірки жердини                                         | ф1       | Донецьк         | Відео на YouTube |                    |
| Стрибки в довжину (хронологія)                        | 8,35           | Сергій Лаєвський                                                                                      | 16.07.1988               | Кубок СРСР                                            | ф1       | Дніпропетровськ |                  |                    |
| Стрибки в довжину (хронологія)                        | Роман Щуренко  | 25.07.2000                                                                                            | Кубок НСК «Олімпійський» | ф1                                                    | Київ     |                 |                  |                    |
| Стрибки в довжину (у приміщенні) (хронологія)         | 8,33 (i)       | Роман Щуренко                                                                                         | 16.02.2002               | Чемпіонат України в приміщенні                        | ф1       | Бровари         |                  |                    |
| Потрійний стрибок (хронологія)                        | 17,90          | Володимир Іноземцев                                                                                   | 20.06.1990               | Міжнародні змагання                                   | ф1       | Братислава      |                  |                    |
| Потрійний стрибок (у приміщенні) (хронологія)         | 17,53 (i)      | Володимир Іноземцев                                                                                   | 19.02.1991               | GE Galan                                              | ф1       | Стокгольм       |                  |                    |
| Метання                                               |                | |                          |                                                       |          |                 |                  |                    |
| Штовхання ядра (хронологія)                           | 21,84 (i)      | Роман Кокошко                                                                                         | 03.03.2023               | Чемпіонат Європи в приміщенні                         | ф3       | Стамбул         | Відео на YouTube | [ 15 ]             |
| Штовхання ядра (у приміщенні) (хронологія)            | 21,84 (i)      | Роман Кокошко                                                                                         | 03.03.2023               | Чемпіонат Європи в приміщенні                         | ф3       | Стамбул         | Відео на YouTube | [ 15 ]             |
| Метання диска (хронологія)                            | 68,88          | Володимир Зінченко                                                                                    | 16.07.1988               | Кубок СРСР                                            | ф1       | Дніпропетровськ |                  |                    |
| Метання молота (хронологія)                           | 86,74          | Юрій Сєдих                                                                                            | 30.08.1986               | Чемпіонат Європи                                      | ф1       | Штутгарт        | Відео на YouTube | [a]                |
| Метання списа (хронологія)                            | 86,12          | Олександр П'ятниця                                                                                    | 20.05.2012               | Всеукраїнські змагання з метань                       | ф1       | Київ            | Відео на YouTube |                    |
| Багатоборства                                         |                | |                          |                                                       |          |                 |                  |                    |
| Семиборство (у приміщенні) (хронологія)               | 6254           | Олексій Касьянов                                                                                      | 31.01.2010               | Кубок України в приміщенні                            | ф1       | Запоріжжя       |                  |                    |
| Десятиборство (хронологія)                            | 8709           | Олександр Апайчев                                                                                     | 03.06.1984               | Матчева зустріч СРСР-НДР з багатоборств               | ф1       | Нойбранденбург  |                  |                    |

a  Цей рекордний результат значаться в українських статистичних довідниках як рекорд України. Водночас, журнал «Легка атлетика» вказував Сєдих як такого, який у 1986 на внутрішніх радянських змаганнях та у списках найкращих легкоатлетів СРСР за 1986 представляв вже Москву, а не Київ. Найкращим результатом, який Сєдих показав за час виступів за Українську РСР (Київ) є 86,34 м, показаний 03.07.1984 в Корку на змаганнях «Cork City Sports International».

### Жінки
| Дисципліна                                            | Результат          | Атлетка | Дата       | Змагання                                 | Стадія | Місто            | Відео            | Примітки                    |
| ----------------------------------------------------- | ------------------ | --- | ---------- | ---------------------------------------- | ------ | ---------------- | ---------------- | --------------------------- |
| Спринт (бігова доріжка)                               |                    | |            |                                          |        |                  |                  |                             |
| 50 метрів (у приміщенні) (хронологія)                 | 6,09 (i)           | Жанна Тарнопольська (Пінтусевич) | 02.02.1993 |                                          | 1заб1  | Москва           |                  |                             |
| 60 метрів (у приміщенні) (хронологія)                 | 7,07 (i)           | Жанна Тарнопольська (Пінтусевич) | 11.02.1993 |                                          | ф3     | Мадрид           |                  |                             |
| 60 метрів (у приміщенні) (хронологія)                 | Анжела Кравченко   | 02.02.2000 |            | ф3                                       | Ерфурт |                  |                  |                             |
| 100 метрів (хронологія)                               | 10,82              | Жанна Пінтусевич | 06.08.2001 | Чемпіонат світу                          | ф1     | Едмонтон         |                  |                             |
| 200 метрів (хронологія)                               | 22,17              | Жанна Пінтусевич | 09.07.1997 |                                          | ф1     | Моначиль         |                  |                             |
| 200 метрів (у приміщенні) (хронологія)                | 23,01 (i)          | Ірина Слюсар | 12.02.1986 |                                          |        | Турин            |                  |                             |
| 400 метрів (хронологія)                               | 48,27              | Ольга Владикіна (Бризгіна) | 06.10.1985 | Кубок світу                              | ф2     | Канберра         | Відео на YouTube |                             |
| 400 метрів (у приміщенні) (хронологія)                | 50,81 (i)          | Ольга Бризгіна | 14.02.1987 | Кубок СРСР в приміщенні                  | 1ф1    | Москва           |                  |                             |
| Біг на середні дистанції (бігова доріжка)             |                    | |            |                                          |        |                  |                  |                             |
| 800 метрів (хронологія)                               | 1.53,43            | Надія Олізаренко | 27.07.1980 | Олімпійські ігри                         | ф1     | Москва           | Відео на YouTube |                             |
| 800 метрів (у приміщенні) (хронологія)                | 1.57,23 (i)        | Інна Євсєєва | 01.02.1992 |                                          | ф1     | Москва           |                  |                             |
| 1000 метрів (хронологія)                              | 2.34,81            | Олена Буженко | 17.07.1999 |                                          | ф6     | Ніцца            |                  |                             |
| 1000 метрів (у приміщенні) (хронологія)               | 2.33,93 (i)        | Інна Євсєєва | 07.02.1992 |                                          | ф1     | Москва           |                  |                             |
| 1500 метрів (хронологія)                              | 3.56,63            | Надія Ралдугіна | 18.08.1984 | Дружба-84                                | ф1     | Прага            |                  |                             |
| 1500 метрів (у приміщенні) (хронологія)               | 4.07,08 (i)        | Тетяна Самоленко | 08.03.1987 | Чемпіонат світу в приміщенні             | ф2     | Індіанаполіс     |                  |                             |
| 1 миля (хронологія)                                   | 4.25,32            | Ірина Ліщинська | 07.09.2008 | Rieti Meeting                            | ф7     | Рієті            |                  |                             |
| 1 миля (у приміщенні) (хронологія)                    | 4.28,46 (i)        | Надія Ралдугіна | 10.03.1982 | Міжнародні змагання                      | ф1     | Мілан            |                  | [ 19 ]                      |
| 2000 метрів (хронологія)                              |                    | |            |                                          |        |                  |                  |                             |
| 3000 метрів (хронологія)                              | 8.26,53            | Тетяна Самоленко | 25.09.1988 | Олімпійські ігри                         | ф1     | Сеул             |                  |                             |
| 3000 метрів (у приміщенні) (хронологія)               | 8.41,01 (i)        | Світлана Шмідт | 18.02.2012 | Чемпіонат України в приміщенні           | 2ф1    | Суми             |                  |                             |
| 3000 метрів з перешкодами (хронологія)                | 9.24,54            | Наталія Стребкова | 30.06.2022 | BAUHAUS-galan                            | ф4     | Стокгольм        |                  | [ 20 ] [ 21 ]               |
| 3000 метрів з перешкодами (у приміщенні) (хронологія) | 9.41,12 (i)        | Валентина Жудіна | 16.02.2013 | Чемпіонат України в приміщенні           | 2ф1    | Суми             |                  | [ 22 ]                      |
| Біг на довгі дистанції (бігова доріжка)               |                    | |            |                                          |        |                  |                  |                             |
| 5000 метрів (хронологія)                              | 14.59,26           | Наталія Беркут | 12.06.2004 | Меморіал Володимира Куца                 | ф1     | Москва           |                  |                             |
| 5000 метрів (у приміщенні) (хронологія)               | 15.57,49 (i)       | Олена В'язова | 10.02.1991 | Чемпіонат СРСР в приміщенні              | ф5     | Волгоград        |                  |                             |
| 10000 метрів (хронологія)                             | 31.08,89           | Наталія Беркут | 25.06.2004 | Чемпіонат Росії з бігу на 10000 метрів   | ф3     | Тула             |                  |                             |
| 1 година (хронологія)                                 |                    | |            |                                          |        |                  |                  |                             |
| Біг (шосе)                                            |                    | |            |                                          |        |                  |                  |                             |
| 5 кілометрів (хронологія)                             | (змішаний)         | |            |                                          |        |                  |                  |                             |
| 5 кілометрів (хронологія)                             | 15.14 (жіночий)    | Наталія Беркут | 05.06.2004 | Neuss Soomernachtslauf                   | ф1     | Нойс             |                  | [ 23 ]                      |
| 10 кілометрів (хронологія)                            | 31.14 (змішаний)   | Наталія Беркут | 21.05.2006 | BUPA Great Run                           |        | Манчестер        |                  |                             |
| 10 кілометрів (хронологія)                            | 32.26 (жіночий)    | Олена В'язова | 29.05.1993 | Berliner Frauenlauf                      | ф2     | Берлін           |                  | [ 24 ]                      |
| Напівмарафон (хронологія)                             | 1:09.34 (змішаний) | Олена В'язова | 29.09.1996 | Route du Vin Half Marathon               | ф3     | Реміх            |                  |                             |
| Напівмарафон (хронологія)                             | 1:10.32 (жіночий)  | Євгенія Прокоф'єва | 17.10.2020 | Чемпіонат світу з напівмарафону          | ф23    | Гдиня            |                  | [ 7 ]                       |
| Марафон (хронологія)                                  | (змішаний)         | |            |                                          |        |                  |                  |                             |
| Марафон (хронологія)                                  | 2:23.32 (жіночий)  | Олена Шурхно | 30.09.2012 | Берлінський марафон                      | ф3     | Берлін           |                  |                             |
| Екіден (хронологія)                                   | 2:20.15            | УкраїнаСвітлана Мірошник (Хрк) Тамара Коба (Днп) Зоя Казновська (Зп) Ірина Ягодіна (Днп) Тетяна Біловол (Од) Тетяна Позднякова (Вн) | 16.04.1994 | Чемпіонат світу з екідену                | ф6     | Літохоро         |                  | [ 25 ]                      |
| 100 кілометрів (хронологія)                           | 7:56.33            | Марія Островська | 08.10.1994 | Kalisia                                  | ф2     | Каліш            |                  |                             |
| Бар'єрний біг (бігова доріжка)                        |                    | |            |                                          |        |                  |                  |                             |
| 50 метрів з бар'єрами (у приміщенні) (хронологія)     | 6,82 (i)           | Надія Бодрова | 07.02.1996 |                                          | ф1     | Москва           |                  |                             |
| 60 метрів з бар'єрами (у приміщенні) (хронологія)     | 7,85 (i)           | Наталія Григор'єва | 04.02.1990 | Чемпіонат СРСР в приміщенні              | пф     | Челябінськ       |                  |                             |
| 100 метрів з бар'єрами (хронологія)                   | 12,39              | Наталія Григор'єва | 11.07.1991 | Чемпіонат СРСР                           | ф2     | Київ             |                  |                             |
| 400 метрів з бар'єрами (хронологія)                   | 52,96              | Анна Рижикова | 04.07.2021 | BAUHAUS-galan                            | ф3     | Стокгольм        | Відео на YouTube | [ 26 ]                      |
| Естафетний біг (бігова доріжка)                       |                    | |            |                                          |        |                  |                  |                             |
| 4×100 метрів (хронологія)                             | 42,04              | УкраїнаОлеся Повх (Зп) Христина Стуй (Квм) Маря Рємєнь (Зп) Єлизавета Бризгіна (Лг)                                                 | 10.08.2012 | Олімпійські ігри                         | ф3     | Лондон           | Відео на YouTube |                             |
| 4×200 метрів (хронологія)                             | 1.30,74            | УРСРРаїса Махова (Днп) · Ніна Зюськова (Днц) · Тетяна Пророченко (Зп) · Марія Кульчунова (Квм) ·                                    | 29.07.1979 | Спартакіада народів СРСР                 | ф1     | Москва           |                  |                             |
| 4×200 метрів (у приміщенні) (хронологія)              |                    | |            |                                          |        |                  |                  |                             |
| 4×400 метрів (хронологія)                             | 3.21,94            | УРСРЛюдмила Джигалова (Хрк) · Надія Олізаренко (Од) · Марія Пінігіна (Квм) · Ольга Владикіна (Врш) ·                                | 17.07.1986 | Чемпіонат СРСР                           | ф1     | Київ             |                  |                             |
| 4×400 метрів (у приміщенні) (хронологія)              | 3.30,38 (i)        | УкраїнаВікторія Ткачук (Днц) Анастасія Бризгіна (Зп) Катерина Климюк (Зп) Анна Рижикова (Днп)                                       | 07.03.2021 | Чемпіонат Європи в приміщенні            | ф5     | Торунь           |                  | [ 27 ]                      |
| 4×800 метрів (хронологія)                             | 7.56,6h            | УРСРЛюбов Смолка (Квм · Людмила Шестерова (Хрк) · Світлана Попова (Хрк) · Тамара Коба (Днп) ·                                       | 09.09.1980 | Чемпіонат СРСР                           | ф2     | Донецьк          |                  |                             |
| 4×800 метрів (у приміщенні) (хронологія)              | 8.31,00 (i)        | УкраїнаАнна Міщенко (Хрк) Анжеліка Шевченко (Лг) Тамара Твердоступ (Хрк) Зоя Гладун (Вн)                                            | 31.01.2008 | Gugl Indoor Meeting                      | ф2     | Лінц             |                  | [ 28 ] [ 29 ]               |
| 4×1500 метрів (хронологія)                            |                    | |            |                                          |        |                  |                  |                             |
| Комбінована естафета (хронологія)                     |                    | |            |                                          |        |                  |                  |                             |
| Спортивна ходьба (бігова доріжка)                     |                    | |            |                                          |        |                  |                  |                             |
| Ходьба 3000 метрів (у приміщенні) (хронологія)        | 12.14,28 (i)       | Наталія Сербіненко | 03.02.1990 | Чемпіонат СРСР в приміщенні              | ф3     | Челябінськ       |                  |                             |
| Ходьба 5000 метрів (у приміщенні) (хронологія)        | 21.21,13 (i)       | Людмила Оляновська | 24.12.2014 | Кубок України з ходьби                   | ф1     | Суми             |                  | [ 30 ]                      |
| Ходьба 5000 метрів (у приміщенні) (хронологія)        | 20.40,40 (i)       | Людмила Оляновська | 25.01.2025 | Командний чемпіонат України в приміщенні | ф1     | Київ             |                  | [ 31 ]                      |
| Ходьба 5000 метрів (у приміщенні) (хронологія)        | 20.26,26 (i)       | Людмила Оляновська | 21.02.2025 | Чемпіонат України в приміщенні           | ф1     | Київ             |                  | [ 32 ]                      |
| Ходьба 10000 метрів (хронологія)                      | 41.42,5h           | Людмила Оляновська | 01.11.2014 | Кубок України з ходьби                   | ф1     | Мукачево         |                  |                             |
| Ходьба 20000 метрів (хронологія)                      |                    | |            |                                          |        |                  |                  |                             |
| Ходьба 50000 метрів (хронологія)                      |                    | |            |                                          |        |                  |                  |                             |
| Спортивна ходьба (шосе)                               |                    | |            |                                          |        |                  |                  |                             |
| Ходьба 20 кілометрів (хронологія)                     | 1:27.09            | Людмила Оляновська | 17.05.2015 | Кубок Європи зі спортивної ходьби        | ф7     | Мурсія           |                  |                             |
| Ходьба 35 кілометрів (хронологія)                     | 2:48.04            | Ганна Шевчук | 19.10.2024 | Чемпіонат України                        | ф1     | Івано-Франківськ |                  | [ 33 ]                      |
| Ходьба 35 кілометрів (хронологія)                     | 2:42.41            | Ганна Шевчук | 18.05.2025 | Командний чемпіонат Європи з ходьби      | ф4     | Подєбради        |                  | [ 14 ]                      |
| Ходьба 50 кілометрів (хронологія)                     | 4:15.50            | Валентина Мирончук | 19.05.2019 | Кубок Європи з ходьби                    | ф4     | Алітус           |                  |                             |
| Стрибки                                               |                    | |            |                                          |        |                  |                  |                             |
| Стрибки у висоту (хронологія)                         | 2,10               | Ярослава Магучіх | 07.07.2024 | Meeting de Paris                         | ф1     | Париж            | Відео на YouTube | [ 34 ] [ 35 ] [ 36 ] [ 37 ] |
| Стрибки у висоту (у приміщенні) (хронологія)          | 2,06 (i)           | Ярослава Магучіх | 02.02.2021 | Banskobystricka latka                    | ф1     | Банська Бистриця | Відео на YouTube | [ 38 ] [ 39 ] [ 40 ]        |
| Стрибки з жердиною (хронологія)                       | 4,70               | Марина Килипко | 18.06.2021 | Чемпіонат України                        | ф1     | Луцьк            |                  | [ 41 ]                      |
| Стрибки з жердиною (у приміщенні) (хронологія)        | 4,62               | Марина Килипко | 25.02.2018 | All Star Perche 2018                     | ф4     | Клермон-Ферран   |                  |                             |
| Стрибки в довжину (хронологія)                        | 7,24               | Лариса Бережна | 25.05.1991 |                                          | ф1     | Гранада          |                  |                             |
| Стрибки в довжину (у приміщенні) (хронологія)         | 7,20 (i)           | Лариса Бережна | 04.02.1989 | Чемпіонат СРСР в приміщенні              | ф1     | Гомель           |                  |                             |
| Потрійний стрибок (хронологія)                        | 15,50              | Інеса Кравець | 10.08.1995 | Чемпіонат світу                          | ф1     | Гетеборг         | Відео на YouTube |                             |
| Потрійний стрибок (у приміщенні) (хронологія)         | 14,88 (i)          | Ольга Саладуха | 03.03.2013 | Чемпіонат Європи в приміщенні            | ф1     | Гетеборг         |                  |                             |
| Метання                                               |                    | |            |                                          |        |                  |                  |                             |
| Штовхання ядра (хронологія)                           | 21,69              | Вікторія Павлиш | 20.08.1998 | Чемпіонат Європи                         | ф1     | Будапешт         |                  |                             |
| Штовхання ядра (у приміщенні) (хронологія)            | 21,06 (i)          | Нуну Абашидзе | 08.02.1984 |                                          | ф1     | Будапешт         |                  |                             |
| Метання диска (хронологія)                            | 70,80              | Лариса Михальченко | 17.06.1988 |                                          | ф1     | Харків           |                  |                             |
| Метання молота (хронологія)                           | 74,52              | Ірина Секачова | 02.07.2008 | Чемпіонат України                        | ф1     | Київ             |                  |                             |
| Метання списа (хронологія)                            | 67,29              | Ганна Гацько-Федусова | 26.07.2014 | Чемпіонат України                        | ф1     | Кіровоград       |                  |                             |
| Багатоборства                                         |                    | |            |                                          |        |                  |                  |                             |
| П'ятиборство (у приміщенні) (хронологія)              | 5013 (i)           | Наталія Добринська | 09.03.2012 | Чемпіонат світу в приміщенні             | ф1     | Стамбул          |                  |                             |
| Семиборство (хронологія)                              | 6832               | Людмила Блонська | 26.08.2007 | Чемпіонат світу                          | ф2     | Осака            |                  |                             |
| Десятиборство (хронологія)                            |                    | |            |                                          |        |                  |                  |                             |

### Змішана дисципліна
| Дисципліна                | Результат | Команда                                                                                           | Дата       | Змагання                | Стадія | Місто   | Відео | Примітки |
| ------------------------- | --------- | ------------------------------------------------------------------------------------------------- | ---------- | ----------------------- | ------ | ------- | ----- | -------- |
| 4×400 метрів (хронологія) | 3.14,06   | УкраїнаМикита Барабанов (Зп) Катерина Климюк (Зп) Аліна Логвиненко (Днц) Олександр Погорілко (См) | 27.06.2021 | International Relay Cup | ф1     | Ерзурум |       | [ 42 ]   |

## Вищі національні досягнення

### Жінки
| Дисципліна | Результат | Атлетка      | Дата       | Змагання                              | Стадія | Місто   | Відео | Примітки |
| ---------- | --------- | ------------ | ---------- | ------------------------------------- | ------ | ------- | ----- | -------- |
| 12 годин   | 144 488 м | Марія Радько | 04.05.2025 | Чемпіонат України з 12-годинного бігу | ф1     | Вінниця |       | [ 43 ]   |